# Thapelo Tale
Thapelo Tale (Maseru, 22 aprile 1988) è un calciatore lesothiano, attaccante del Ferroviário Maputo.

## Carriera

### Club
Gioca dal 2007 al 2011 al Likhopo Maseru. Nel 2011 si trasferisce allo Srem. Nel 2012 viene acquistato dal Likhopo Maseru. Nel 2013 passa all'Andorra. Nel 2014 si trasferisce al Likhopo Maseru.

### Nazionale
Dal 2008 gioca per la Nazionale lesothiana.